# جويسبي دونزيتي

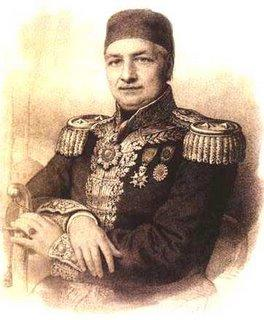
جويسبي دونزيتي بزي البلاط العثماني

جويسبي دونزيتي (6 نوفمبر 1788 - 12 فبراير 1856)، المعروف أيضًا باسم دونيزيتي باشا ، كان موسيقيًا إيطاليًا. منذ عام 1828، كان مدرسًا عامًا للموسيقى الإمبراطورية العثمانية في بلاط السلطان محمود الثاني (1808-1839).
كان شقيقه الأصغر مؤلف الأوبرا جايتانو دونيزيتي . درس الموسيقى أولاً مع عمه كاريني دونيزيتي، وبعد ذلك أصبح تلميذًا لسيمون ماير . بعد التحاقه بجيش نابليون (1808)، خدم هناك كقائد فرقة. شارك في الحملات ضد النمسا وإسبانيا ، وتبع نابليون إلى إلبا. وكان حاضرا في معركة واترلو . بعد سقوط نابليون، واصل مسيرته المهنية كقائد فرقة موسيقية في جيش سافوي .
لعب دونيزيتي باشا، كما كان يُطلق عليه في الإمبراطورية العثمانية، دورًا مهمًا في إدخال الموسيقى الأوروبية إلى الجيش العثماني . وبصرف النظر عن الإشراف على تدريب الفرق العسكرية ذات النمط الأوروبي لجيش محمود الحديث، فقد قام بتدريس الموسيقى في القصر لأفراد العائلة المالكة العثمانية والأمراء وسيدات الحريم، ويعتقد أنه قام بتأليف النشيد الوطني الأول. الإمبراطورية العثمانية ، دعمت موسم الأوبرا الإيطالية السنوي في غلطة ، ونظمت الحفلات الموسيقية والعروض الأوبرالية في المحكمة، واستضافت عددًا من الموهوبين البارزين الذين زاروا إسطنبول في ذلك الوقت، مثل فرانز ليزت ، وباريش ألفارس ، وليوبولد دي ماير . وعلى الرغم من أن دونيزيتي الأكبر ولد في بيرغامو بإيطاليا ، إلا أن إسطنبول أصبحت موطنًا ثانيًا له، وعاش هناك حتى وفاته عام 1856. تم دفنه في أقبية كاتدرائية الروح القدس ، بالقرب من منطقة بيوغلو في إسطنبول، في غلطة.
نشر إمري آراسي سيرة ذاتية شاملة لجويسبي دونزيتي باللغة التركية في عام 2007.  تم نشر كتاب جويسبي دونزيتي باشا: المسارات الموسيقية والتاريخية بين إيطاليا وتركيا ، الذي حرره فيديريكو سبينيتي، باللغتين الإنجليزية والإيطالية من قبل مؤسسة دونيزيتي في عام 2010.